# Saint-Pierre-de-Bailleul
Saint-Pierre-de-Bailleul är en kommun i departementet Eure i regionen Normandie i norra Frankrike. Kommunen ligger i kantonen Gaillon-Campagne som tillhör arrondissementet Les Andelys. År 2022 hade Saint-Pierre-de-Bailleul 975 invånare.

## Befolkningsutveckling
Antalet invånare i kommunen Saint-Pierre-de-Bailleul
Referens:INSEE